# Distretto di Ban Phue
Il distretto di Ban Phue (in thailandese: บ้านผือ) è un distretto (amphoe) della Thailandia, situato nella provincia di Udon Thani.